# Walter Boos
Walter Boos (Monaco di Baviera, 22 novembre 1928 – Grünwald, 22 novembre 1996) è stato un montatore, regista e sceneggiatore tedesco.

## Filmografia
- Morgen ist alles besser (1948)
- Martina (1949)
- Wer fuhr den grauen Ford? (1950)
- Hanna Amon (1951)
- Mönche, Mädchen und Panduren (1952)
- Sterne über Colombo (1953)
- Die blaue Stunde (1953)
- Gefangene der Liebe (1954)
- Die Gefangene des Maharadscha - montaggio (1954)
- 08/15 - montaggio (1954)
- La paura - montaggio nella versione tedesca (1954)
- Die goldene Pest (1954)
- Kirschen in Nachbars Garten (1956)
- Das alte Försterhaus (1956)
- Wo die alten Wälder rauschen (1956)
- Der Pauker - montaggio (1958)
- Dorothea Angermann - montaggio (1959)
- Nella morsa della S.S. - sceneggiatura (1960)
- La città spietata (1961)
- Max, der Taschendieb (1962)
- Er kann's nicht lassen (1962)
- Meine Tochter und ich (1963)
- Ein Sarg aus Hongkong (1964)
- Situazione disperata ma non seria (1965)
- Rapporto sul comportamento sessuale delle studentesse - montaggio (1970)
- Krankenschwestern-Report (1972)
- Liebe in drei Dimensionen (1973)
- Der Ostfriesen-Report: O mei, haben die Ostfriesen Riesen (1973)
- Die Rache der Ostfriesen (1973)
- Charlys Nichten (1974)
- Das Wirtshaus der sündigen Töchter (1974)